# Lago delle Nazioni
Il lago delle Nazioni è uno stagno salmastro di origine artificiale, è ubicato nella cittadina balneare Lido delle Nazioni nel comune di Comacchio, in provincia di Ferrara; si estende tra la Pineta di Volano, a est, e Valle Bertuzzi, a ovest. Il bacino fu ricavato per scopi turistici e sportivi nella metà degli anni sessanta, congiuntamente alla sistemazione della preesistente Valle di Volano, una valle salmastra formatasi sin dal Basso Medioevo.
Geograficamente parlando, è il maggiore specchio d'acqua della provincia di Ferrara, seguito dal bondenese lago del Quaternario.

## Istituzioni
Sulla sponda meridionale del bacino si trova la Scuola di vela e canoa della Lega Navale Italiana.

## Fauna
Fino alla metà degli anni settanta, il lago delle Nazioni era un sito di svernamento di importanza nazionale per molte specie di anatidi, in particolare Moretta (Aythya fuligula) e Moriglione (Aythya ferina). Oggi il lago è frequentato da pochi individui di specie ubiquitarie come Gabbiani, Sterne, Germani reali (Anas platyrhynchos), Folaghe (Fulica atra) e Cormorani (Phalacrocorax carbo). Tra il lago e la pineta di Volano si trovano dei prati umidi che, grazie anche alla presenza di insediamenti, ad opera dell'uomo, di tori e cavalli, è stato uno dei primi siti del Delta frequentato da Aironi guardabuoi (Bubulcus ibis).